# Arpad Elo
Arpad Emmerich Elo (tên khai sinh là Élő Árpád Imre; 25 tháng 8 năm 1903 – 5 tháng 11 năm 1992) là người tạo ra hệ thống xếp hạng Elo cho các trò chơi hai người như cờ vua. Sinh ra ở Egyptházaskesző, Đế quốc Áo-Hung, ông chuyển đến Hoa Kỳ cùng cha mẹ vào năm 1913.
Elo là giáo sư vật lý tại Đại học Marquette ở Milwaukee và là một đại kiện tướng cờ vua. Đến những năm 1930, ông là kỳ thủ cờ vua mạnh nhất ở Milwaukee, khi đó là một trong những thành phố cờ vua hàng đầu của quốc gia. Ông đã giành chức vô địch bang Wisconsin tám lần.
Elo qua đời ở Brookfield, Wisconsin.